# Општина Фрумоаса (Телеорман)
Фрумоаса (рум. Frumoasa) општина је у Румунији у округу Телеорман.
Oпштина се налази на надморској висини од 41 m.